# ČSD-Baureihe M 262.0
Die Baureihe M 262.0 (ab 1988: 830) ist ein vierachsiger Dieseltriebwagen für den Regional- und Eilzugverkehr der einstigen Tschechoslowakischen Staatsbahnen ČSD.

## Geschichte
Die Triebwagen der Reihe M 262.0 wurden von 1949 bis 1960 in 250 Exemplaren von Královopolská, Brno sowie Tatra Studénka produziert und an die ČSD geliefert. Dabei wurden die Fahrzeuge bis zu der Nummer 052 von Královopolská gefertigt, die restlichen Fahrzeuge entstanden dann bei Vagonka Studénka. Das Aussehen änderte sich mehrmals. Die von Královopolská gefertigten Fahrzeuge besaßen den Kasten mit dem Flachdach, den Gittern als Übergangsschutz, den großen Frontscheiben und die Anordnung der Schlussleuchten über den Scheinwerfern. Die ersten von Studénka hergestellten Fahrzeuge (ab der Betriebsnummer 053 bis zur 140) besaßen noch das Aussehen der ersten Fahrzeuge von Královopolská mit dem flachen Tonnendach, den Übergangsgittern und den großen Frontscheiben, nur waren hier die Schlussleuchten unter den Scheinwerfern platziert. Ab der Betriebsnummer 141 trugen die Fahrzeuge dann das gewölbte Tonnendach mit den Blechen als Übergangsschutz und kleineren Frontscheiben. Ab dieser Bauform erhielten die Triebwagen auch einen ihrer vielen Spitznamen; Kredenc (deutsch: Küchenschrank).
Angetrieben wurden die Fahrzeuge von dem Motor 12 V 170 DR mit einer Leistung von 302 kW und besaßen eine elektrische Kraftübertragung. Die Leistung des Generators beträgt 260 kW, die beiden Fahrmotoren haben je 130 kW. Einige Fahrzeuge wurden Anfang der achtziger Jahre im Ausbesserungswerk Šumperk mit neuen Motoren ausgerüstet und in die Baureihe 831 eingeordnet.
Die Triebwagen der Reihe M 262.0 prägten über Jahrzehnte den Personen- und Eilzugdienst auf nichtelektrifizierten Strecken mit mittlerem Verkehrsaufkommen. In Deutschland bekannt wurden sie durch den Korridorverkehr zwischen Varnsdorf und Liberec über Zittau. Die robusten, zuverlässigen und anspruchslosen Fahrzeuge erfreuten sich beim Personal und bei Reisenden großer Beliebtheit. Aufgrund ihrer Fahrgeräusche erhielten sie den Spitznamen „Nähmaschine“.
Eine der letzten Einsatzstrecken der Fahrzeuge war bis 2006 die heutige Kursbuchstrecke 073 Děčín – Ústí nad Labem – Střekov. Im Jahr 2011 wurden die letzten Fahrzeuge auf den Altvatergebirgsstrecken eingesetzt und im selben Jahr in Šumperk ausgemustert.
Die Triebwagen der Reihe M 262.0 waren neben den rumänischen Malaxa-Triebwagen die ältesten im Regelbetrieb eingesetzten Dieseltriebwagen in Europa. Einige Exemplare haben es auf eine Einsatzzeit von über 60 Jahren gebracht. Eine Vielzahl der Fahrzeuge ist erhalten geblieben, einige davon im betriebsfähigen Zustand bei Vereinen.

## Galerie

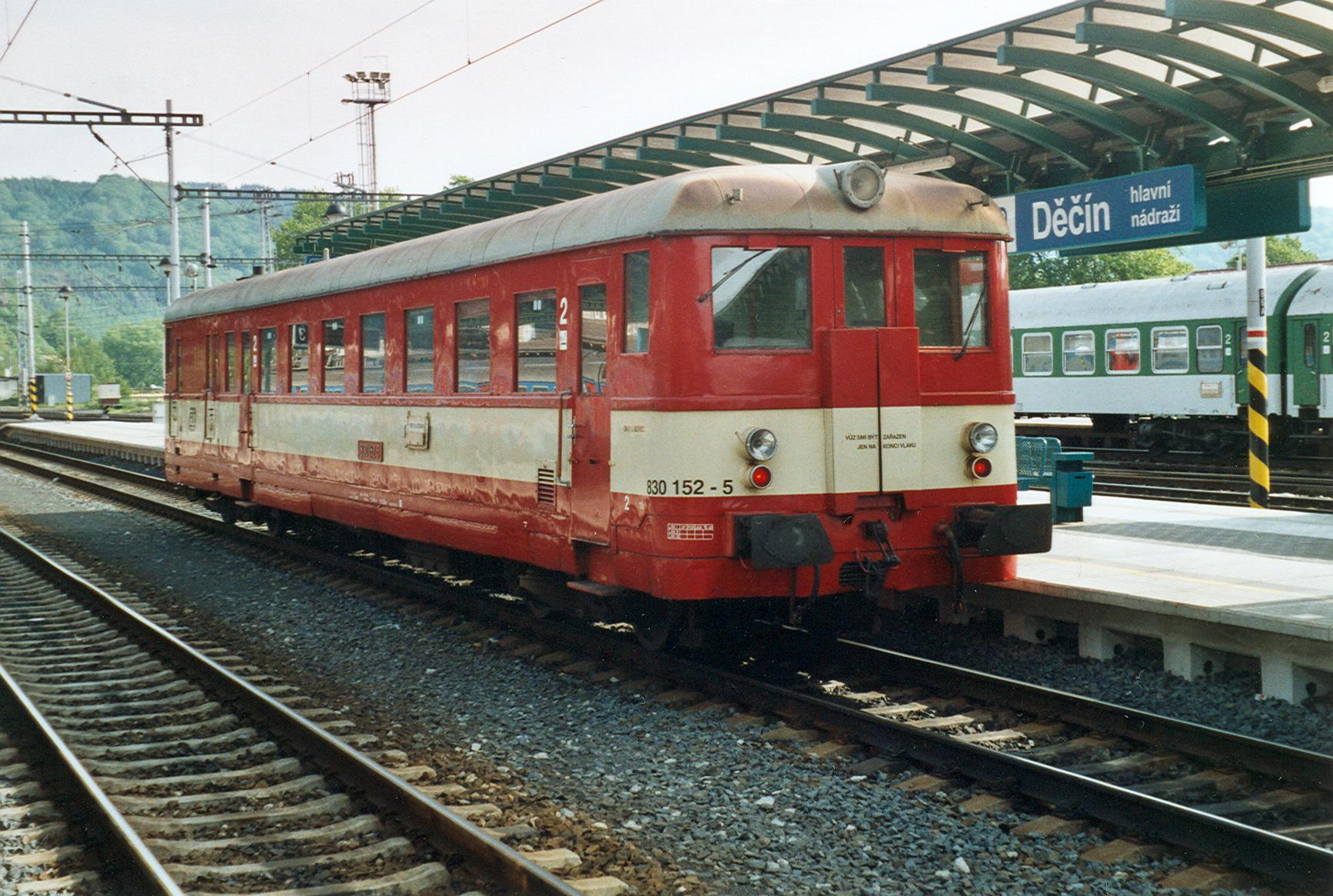
830.152 im letzten Betriebszustand in Dečin hl.n. (2004)
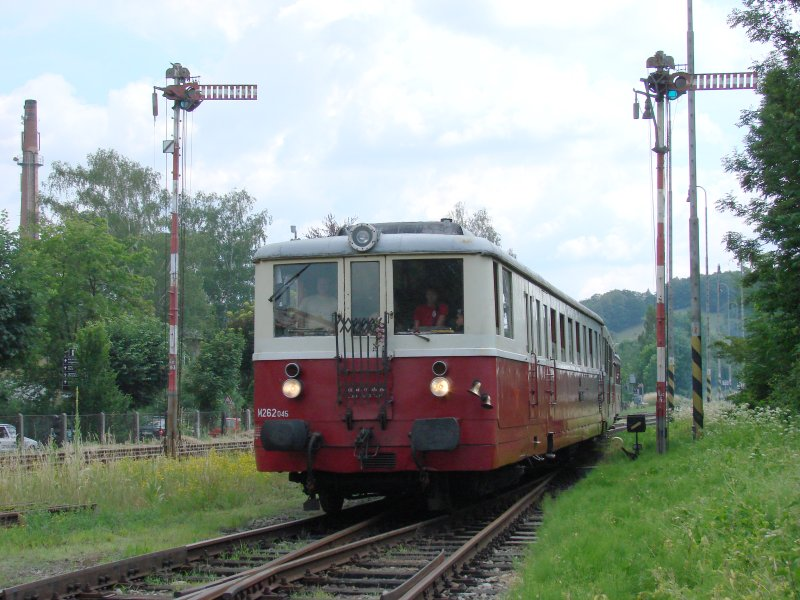
262.045, Einfahrt in Ceska Kamenice (2007)
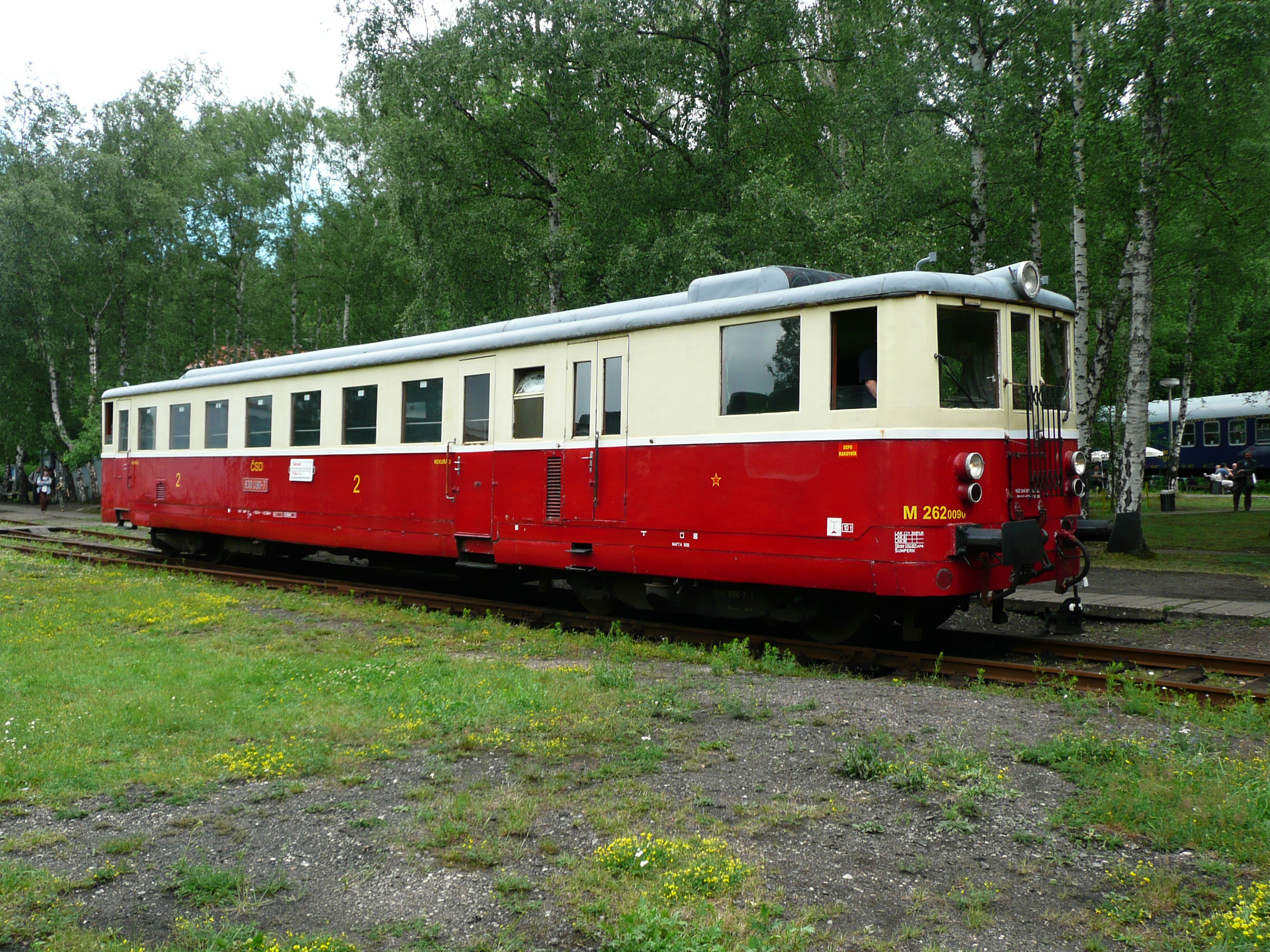
M 262.090 im Eisenbahnmuseum Lužná u Rakovníka
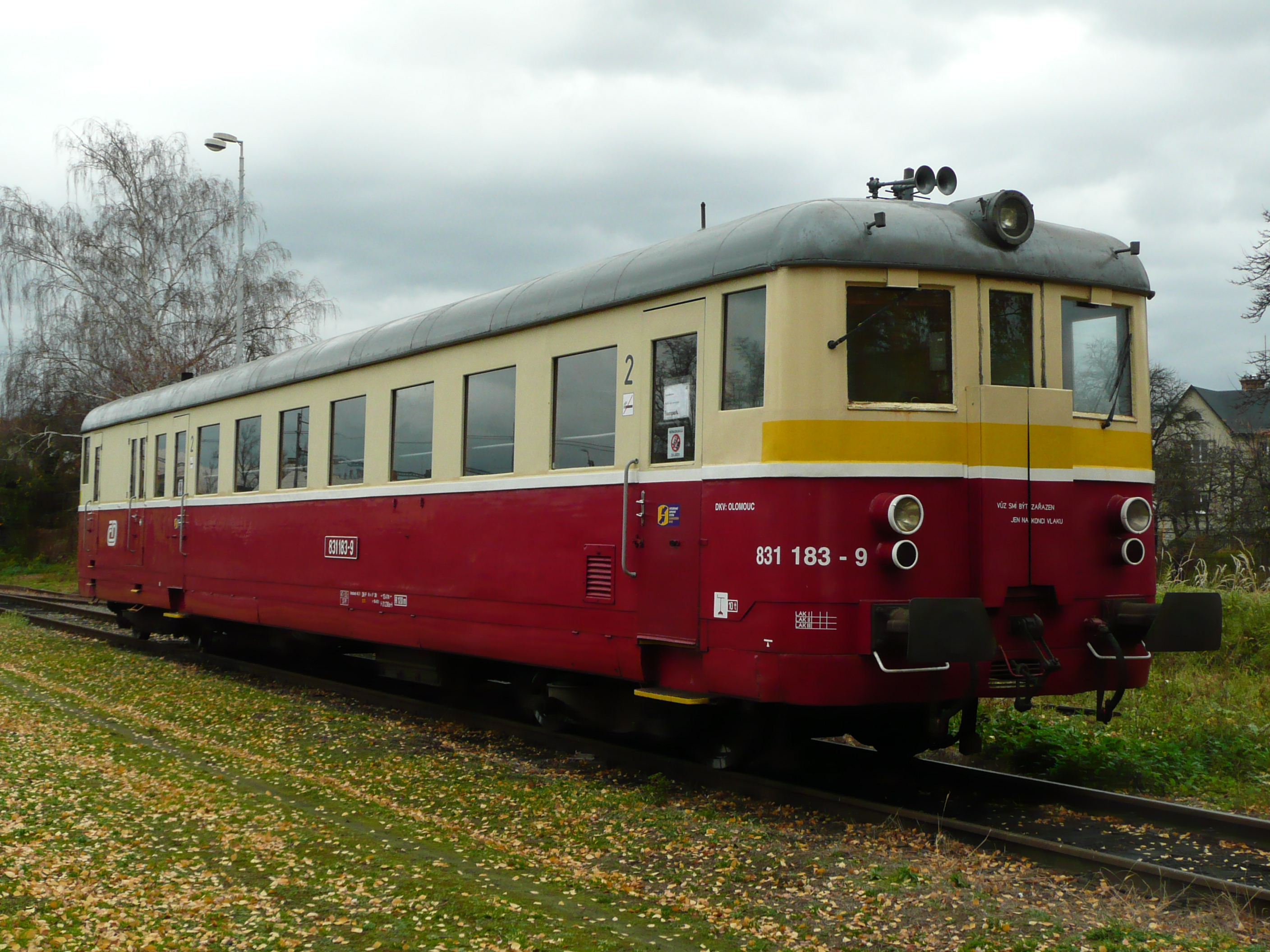
Startriebwagen 831 183 2010 im Lokomotivdepot Šumperk
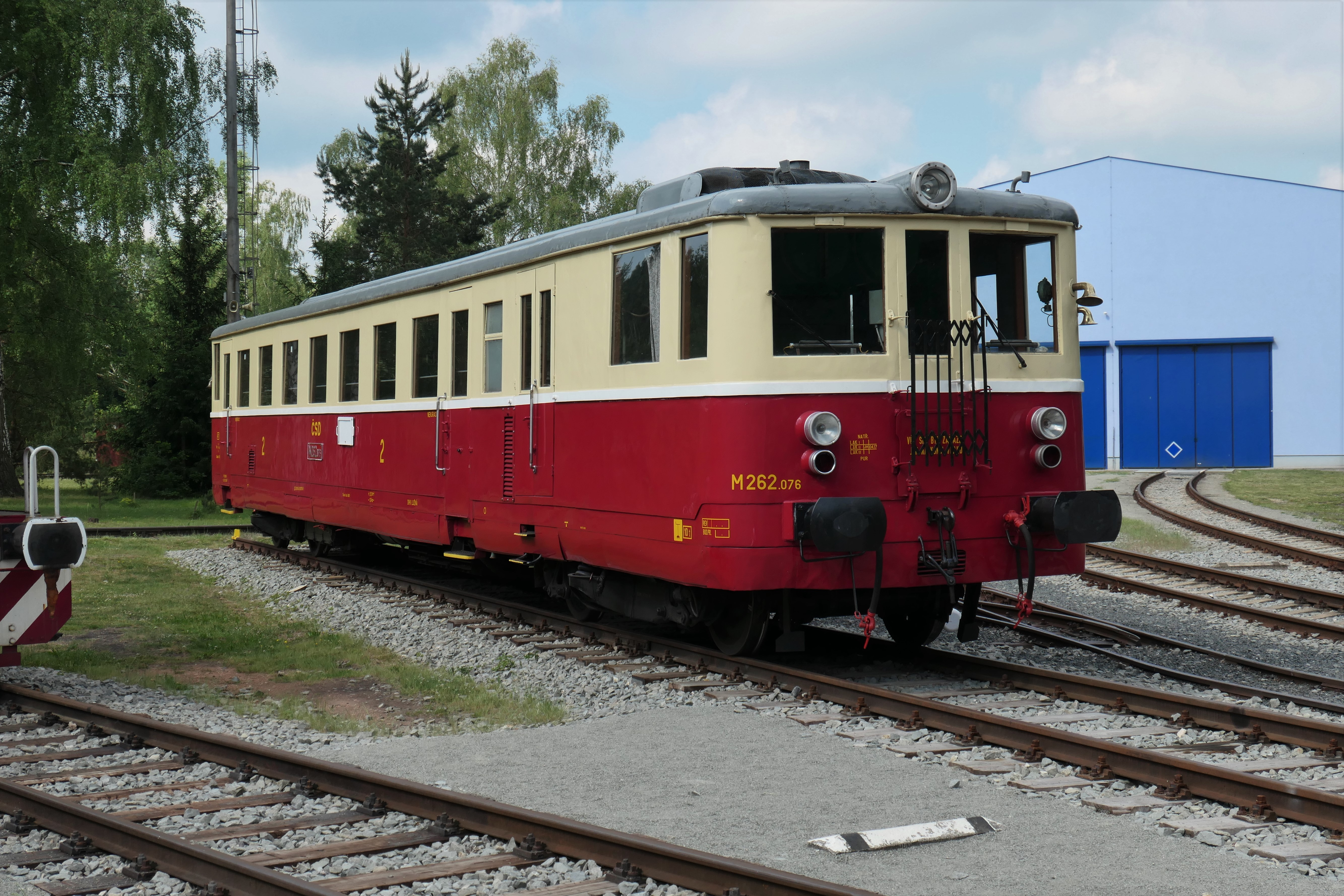
Ansicht des 830 076 mit Wagenkasten von Vagonka Studenka
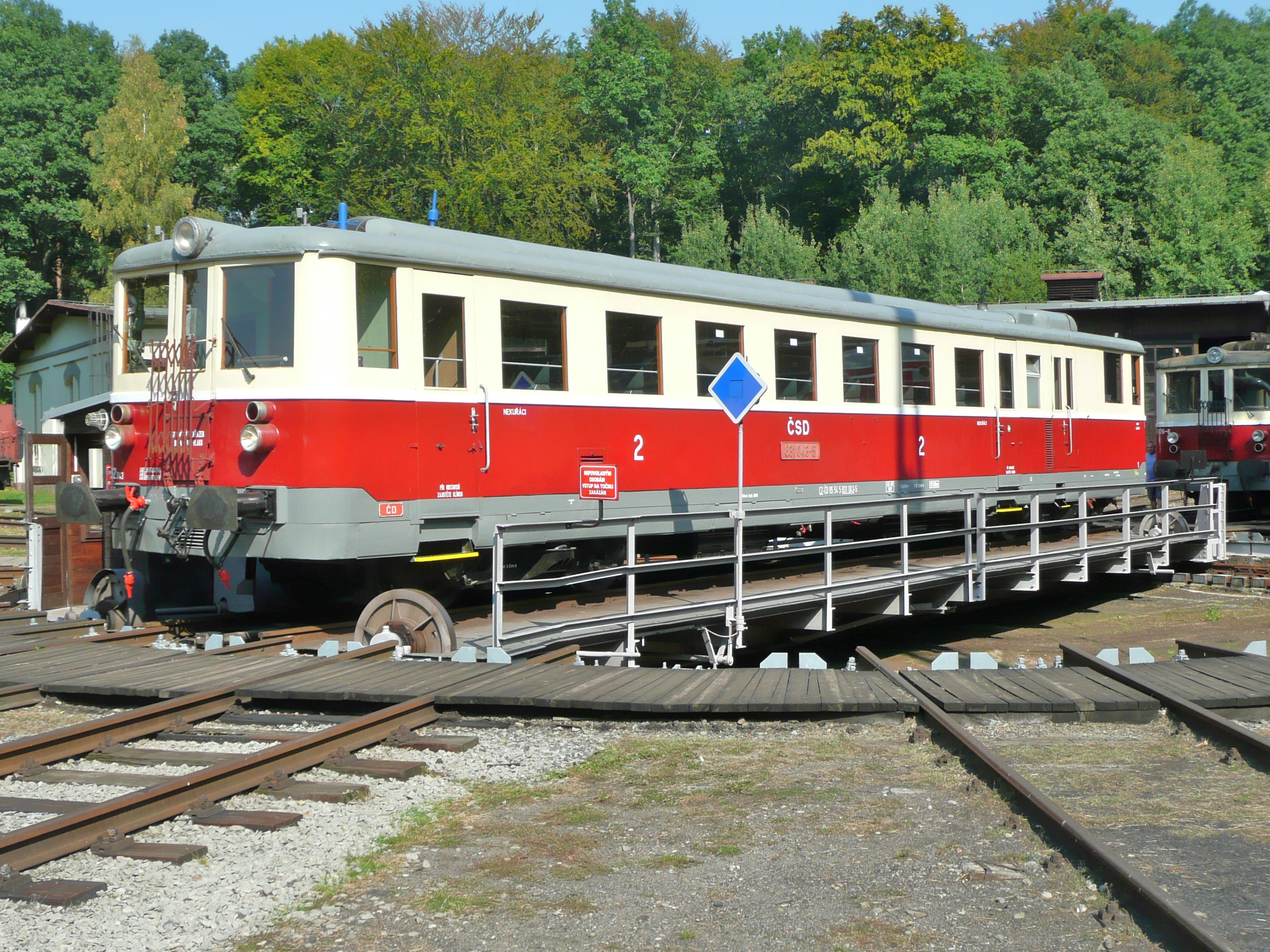
Ansicht des M 262 043 mit Wagenkasten von Královopolská